# أرسكين تيت
أرسكين تيت (بالإنجليزية: Erskine Tate)‏ هو قائد فرقة ‏ أمريكي، ولد في 19 ديسمبر 1895 في ممفيس في الولايات المتحدة، وتوفي في 17 ديسمبر 1978 في شيكاغو في الولايات المتحدة.

## روابط خارجية
- أرسكين تيت على موقع ميوزك برينز (الإنجليزية)
- أرسكين تيت على موقع أول ميوزيك (الإنجليزية)
- أرسكين تيت على موقع ديسكوغز (الإنجليزية)